# Rubus lasiodermis
Rubus lasiodermis är en rosväxtart som beskrevs av Henri L. Sudre. Rubus lasiodermis ingår i släktet rubusar, och familjen rosväxter. Inga underarter finns listade i Catalogue of Life.